# Markward von Annweiler

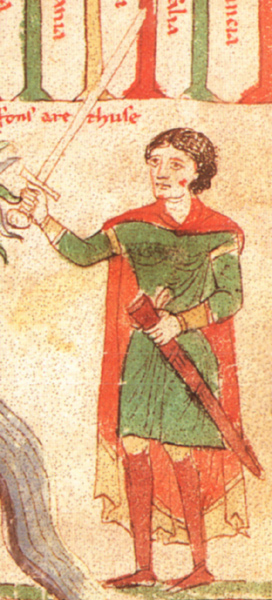
Markward von Annweiler auf einer Abbildung aus dem Liber ad honorem Augusti des Petrus de Ebulo, 1195 oder 1196, Bern, Burgerbibliothek, Cod. 120 II, fol. 142r

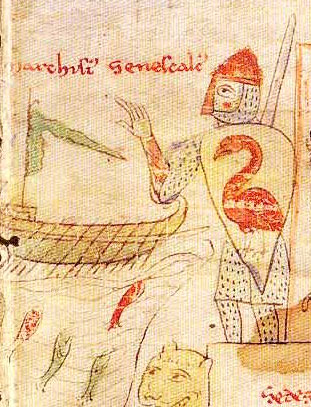
Markward von Annweiler in Kettenrüstung mit Nasalhelm, Schwert und Normannenschild auf einer Abbildung aus dem Liber ad honorem Augusti des Petrus de Ebulo, fol. 147r

Markward von Annweiler († 1202 in Patti, Sizilien) war unter Kaiser Heinrich VI. (1190–1197) Reichstruchsess und wurde von ihm kurz vor seinem Tod 1197 als Testamentsvollstrecker eingesetzt. Um 1195 wurde er Herzog von Romagna und Ravenna, Markgraf von Ancona, Graf von Abruzzo und Molise. Ab 1198 war er Regent des Königreichs Sizilien.

## Herkunft
Der aus unfreiem Dienstadel stammende Markward gehörte zu den einflussreichsten Personen am staufischen Hof. Er dürfte einer auch zuvor schon einflussreichen Familie angehört haben, da sich Heiratsverbindungen mit der edelfreien Familie von Hausen (Mannheim) bereits für die Generation seines Vaters erschließen lassen. Es könnte sich ursprünglich um Dienstmannen der Bischöfe von Speyer gehandelt haben, die an das Reich gezogen worden waren (Schaab). Nach Breuer und Schaab gehören zu Markwards Verwandten und Nachkommen die Familien von Hausen (Pfalz, jüngere Linie), von Kirrweiler (Speyerer Ministerialen), Ritter von Dahn, die Speyrer Schenken von Wersau (Reilingen) und Markward von Wunnenberg (Reichsschultheiss von Oppenheim).

## Leben
Markward ist spätestens seit dem Mainzer Hoftag und der Schwertleite der Söhne Kaiser Barbarossas 1184 im Gefolge Heinrichs (des späteren Kaisers Heinrich VI.) nachweisbar, ab 1185 als Truchsess (Vorsteher des Hofes). 1186 reiste er nach Mailand zur Hochzeit König Heinrichs mit Konstanze von Sizilien. 1189 folgte er Kaiser Barbarossa auf dem Dritten Kreuzzug. Dort wurde er als Gesandter an den byzantinischen Kaiserhof in Konstantinopel geschickt, 1191 kehrte er nach Deutschland zurück.
1192 ist er im Gefolge des nunmehrigen Kaisers Heinrich VI. in Hagenau nachweisbar, Ende 1193 in Sachsen. Anfang 1194 zog er mit dem Heer zur Inbesitznahme Siziliens nach Italien, wo er als kaiserlicher Oberbefehlshaber der vereinigten Pisaner und Genueser Flotten 1195 bei Syrakus und Catania über die normannische Partei siegte und so die Voraussetzungen für den Einzug Heinrichs VI. in Palermo schuf.
Im April 1195 schenkte ihm der Kaiser für die geleisteten Dienste die Freiheit und ernannte ihn u. a. zum Herzog der Romagna und von Ravenna zur Sicherung der Verbindungswege zwischen Deutschland und Sizilien. Ende 1195 / Anfang 1196 war er noch einmal in Deutschland, auf dem Hoftag zu Gelnhausen, seit Sommer 1196 ist er nicht mehr nach Deutschland zurückgekehrt.
Nach Heinrichs Tod 1197 unterstützte Markward dessen Witwe Konstanze zunächst bei der Regierung Siziliens. Im Rahmen der Wiederinbesitznahme ehemals päpstlicher Territorien durch Coelestin III. und Innozenz III. wurde er jedoch exkommuniziert und schließlich von Konstanze, die das Königreich Sizilien vom Papst als Lehen empfangen hatte, des Landes verwiesen.
Nach dem Tod Konstanzes zog er Ende 1198 als von der staufischen Partei (Philipp von Schwaben, dem Bruder Heinrichs VI.) ernannter Regent des Königreichs Sizilien (procurator regni Siciliae) nach Süden. In der Burg Rocca d’Arce (in der Mitte zwischen Rom und Monte Cassino) hatte der verbündete Diepold von Schweinspeunt die Befehle zur Übergabe an die Päpstlichen von der Kaiserin Konstanze ignoriert. Anfang 1199 zerstörte Markward die Burg San Petro und wenig später eroberte er San Vittore im Sturm und ließ es plündern. Nach Operationen im Umland der Abtei Montecassino zog Markward am 20. Februar 1199 weiter nach Süden. Im März belagerte Markward Avellino und plünderte Isernia. Nicht zuletzt aufgrund dieser antipäpstlichen Militäraktionen ist das vor allem in den kirchlichen Quellen von Markward überlieferte Bild sehr negativ ausgefallen.
Im Jahr 1201 erlangte Markward die Herrschaft über Palermo, wo sich der noch unmündige Sohn Konstanzes, Friedrich II., aufhielt. Trotz des Widerstands von Papst Innozenz III. wurde Markward somit Vormund für Friedrich II. Allerdings starb Markward schon bald darauf im Jahr 1202 vermutlich an Dysenterie.